# Podział administracyjny Kościoła katolickiego na Kubie

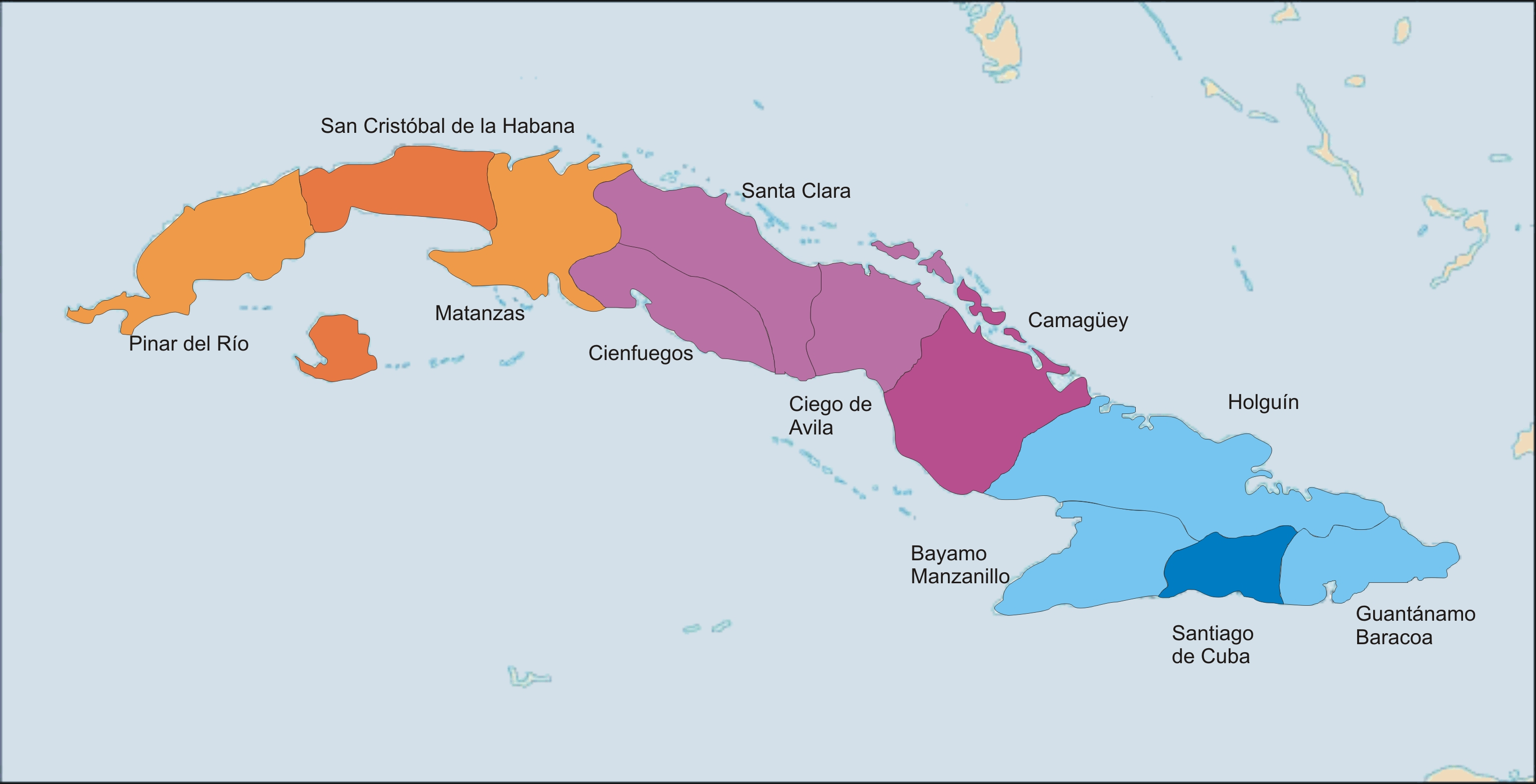
Podział administracyjny Kościoła katolickiego na Kubie obowiązujący od 1998 roku

Podział administracyjny Kościoła katolickiego na Kubie – w ramach Kościoła katolickiego na Kubie funkcjonują obecnie trzy metropolie, w których skład wchodzą trzy archidiecezje i osiem diecezji. 
Jednostki administracyjne Kościoła katolickiego obrządku łacińskiego na Kubie:

## Metropolia San Cristobal de la Habana
- Archidiecezja San Cristobal de la Habana
  - Diecezja Matanzas
  - Diecezja Pinar del Rio

## Metropolia Santiago de Cuba
- Archidiecezja Santiago de Cuba
  - Diecezja Guantánamo-Baracoa
  - Diecezja Holguín
  - Diecezja Santisimo Salvador de Bayamo y Manzanillo

## Metropolia Camagüey
- Archidiecezja Camagüey
  - Diecezja Ciego de Avila
  - Diecezja Cienfuegos
  - Diecezja Santa Clara